# Full Metal Panic!
Full Metal Panic! (japonsky フルメタル·パニック!, Furumetaru Panikku!) je série light novel, kterou napsal Šódži Gató a ilustroval Šiki Dódži. Hlavním hrdinou série je Sósuke Sagara, člen antiteroristické skupiny Mithril, který je pověřen ochranou Kaname Chidori, bláznivé japonské středoškolačky.
Série light novel byla adaptována do tři anime seriálů (Full Metal Panic od studia Gonzo, Full Metal Panic? Fumoffu a Full Metal Panic! The Second Raid od studia Kjóto Animation), jedné OVA a pěti různých manga sérií.
V roce 2009 zakoupila společnost Mandalay Pictures práva na chystaný hraný film.
Děj novel se odehrává v paralelním světě, v němž se udály skutečné události 20. a 21. století. Příběh začíná v 10. roku období Heisei (rok 1999), kdy se studená válka chýlí ke konci, Čína je rozdělena na jih a sever podle řeky Jang-c’-ťiang a Hongkong je rozdělen podobně jako Berlín. Kowloon patří Severní Číně, zatímco Hongkong je udržován vojskem Jižní Číny. Boje v Hongkongu jsou zakázány mírovou smlouvou. V roce 1991 byla při válce v Zálivu použita nukleární hlavice, což spustilo pátou válku na Středním východě. Na začátku této války se Sovětský svaz zúčastnil další invaze na Afghánistán (v novelách je nazýván Helmadžistán), Michal Gorbačov byl zavražděn a perestrojka byla pozastavena.